# 短柱珍珠菜
短柱珍珠菜（学名：Lysimachia excisa）为报春花科珍珠菜属的植物，为中国的特有植物。分布在中国大陆的云南、四川等地，生长于海拔2,400米至3,500米的地区，常生长在山坡林缘及灌丛中，目前尚未由人工引种栽培。